# Alapus fraternus
Alapus fraternus är en insektsart som beskrevs av Ball 1911. Alapus fraternus ingår i släktet Alapus och familjen dvärgstritar. Inga underarter finns listade i Catalogue of Life.